# Тайонек (аэропорт)
Аэропорт Тайонек (англ. Tyonek Airport), (ИАТА: TYE, FAA LID: TYE) — частный гражданский аэропорт, расположенный в двух километрах к северо-востоку от района Тайонек (Аляска), США.

## Операционная деятельность
Аэропорт Тайонек находится на высоте 34 метров над уровнем моря и эксплуатирует одну взлётно-посадочную полосу:
- 18/36 размерами 914 х 27 метров с гравийным покрытием.

По данным статистики Федерального управления гражданской авиации США услугами аэропорта в 2005 году воспользовалось 3 631 человек
За период с 1 июля 1988 года по 1 июля 1989 года Аэропорт Тайонек обработал 2605 операций взлётов и посадок самолётов, из которых 77 % пришлось на рейсы аэротакси и 23 % — на авиацию общего назначения.